# Урбан VI
Урбан VI (на латински: Urbanus VI) (1318 - 15 октомври 1389), роден като Бартоломей Приняно, е папа на Римокатолическата църква от 1378 до 1389 г.

## Биография
Роден в Неапол, той става монах и учи в Авиньон. На 21 март 1364 г. той стават епископ на Ацеренза в Кралство Неапол. След смъртта на папа Григорий XI (1370 – 1378) римското общество отстоявало своето желание за папа с Римски произход и това напрежение се прехвърляло на кардиналите. Затова на 8 април 1378 г. Приняно бил избран за папа и взел името Убран VI. Той бил последният папа, избран извън колегията на кардиналите. След конклава повечето кардинали избягали от Рим преди народа да разбере, че те не били избрали римлянин.
Приняно си извоюва репутация, градяща се на простота и пестеливост, дори строгост.
Той умира на 15 октомври 1389 г.